# 荒崎 (沖縄県)
座標: 北緯26度04分30秒 東経127度40分51秒 / 北緯26.07500度 東経127.68083度

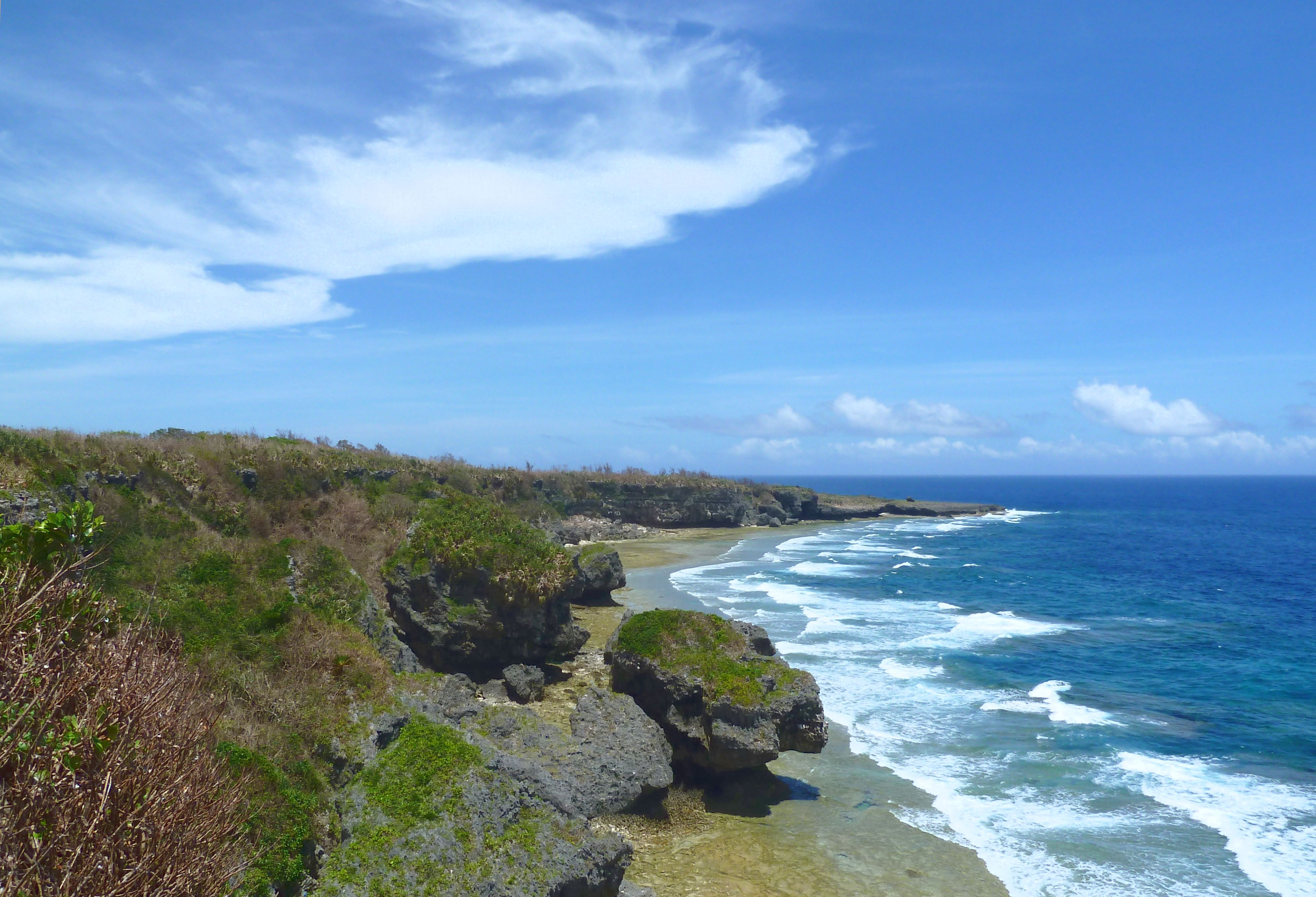
喜屋武岬から望む荒崎

荒崎（あらさき）は、沖縄本島最南端に位置する岬である。

## 地理
沖縄県糸満市束里（つかざと）に属し、喜屋武岬から東南東約1.4kmに位置する。一般には喜屋武岬が沖縄本島最南端と思われがちだが、当岬が実際の最南端である。海岸一帯は隆起サンゴ礁（琉球石灰岩）から成り、高さ約7mの海岸段丘崖が東西に形成されている。荒崎の西側は高さ最大35mの海食崖を成し、周辺海域は幅の狭いサンゴ礁が発達している。また荒崎と宮古島の東平安名崎を結ぶ線は東シナ海と太平洋（フィリピン海）の境界線として定義される。
植生に関しては、陸側へ近づくにつれ草本植物から木本植物へと変化し、植物の種類と量が増していく。クサトベラとモンパノキの群生はアダン群落の海側に生育し、荒崎の独特な植生を呈している。他に植林されたモクマオウ、ギンネムの木々が生い茂る。
観光客にとって喜屋武岬よりも有名でない上に、国土地理院発行の地形図に荒崎へ通じる道路は表記されていない。周囲は畑地とごみ焼却施設のみで、荒崎へ向かうには雑木林が繁茂する草道を分けて渡るしかない。

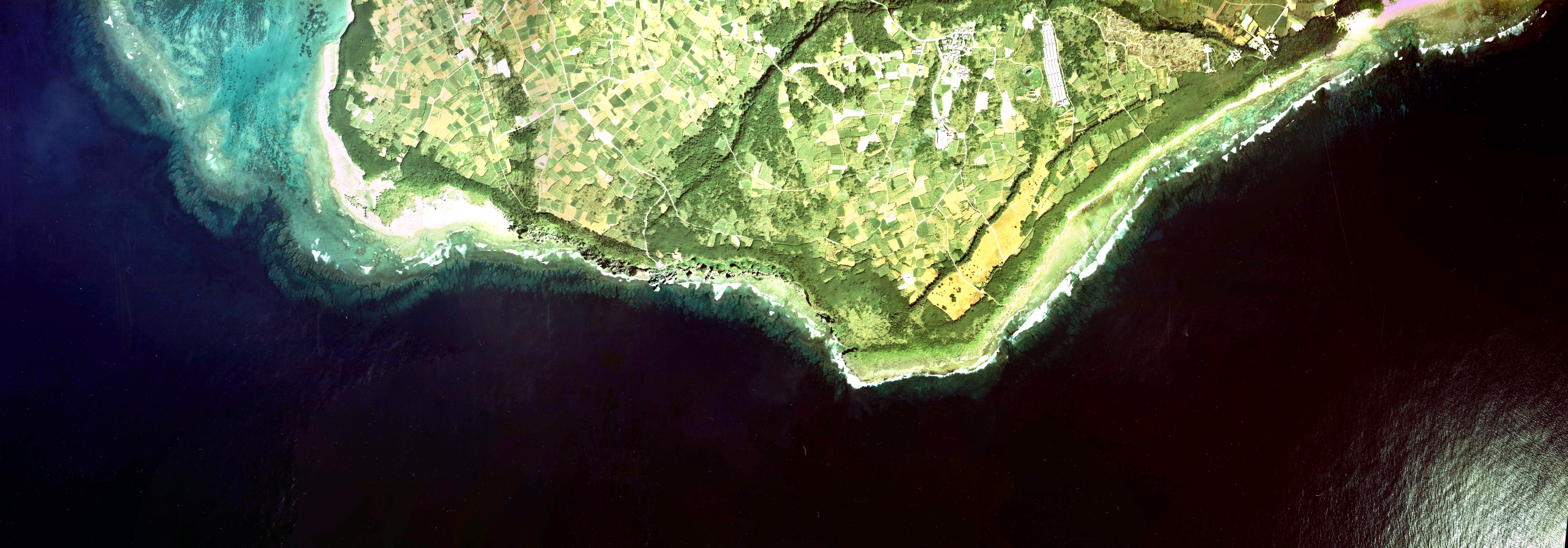
喜屋武岬周辺の空中写真。画像中央付近の南端の岬が沖縄本島最南端の荒崎。その左上（西北西側）の波打ち際に大きな岩が複数ある地点が喜屋武岬。1977年撮影の6枚を合成作成。
。

## 歴史

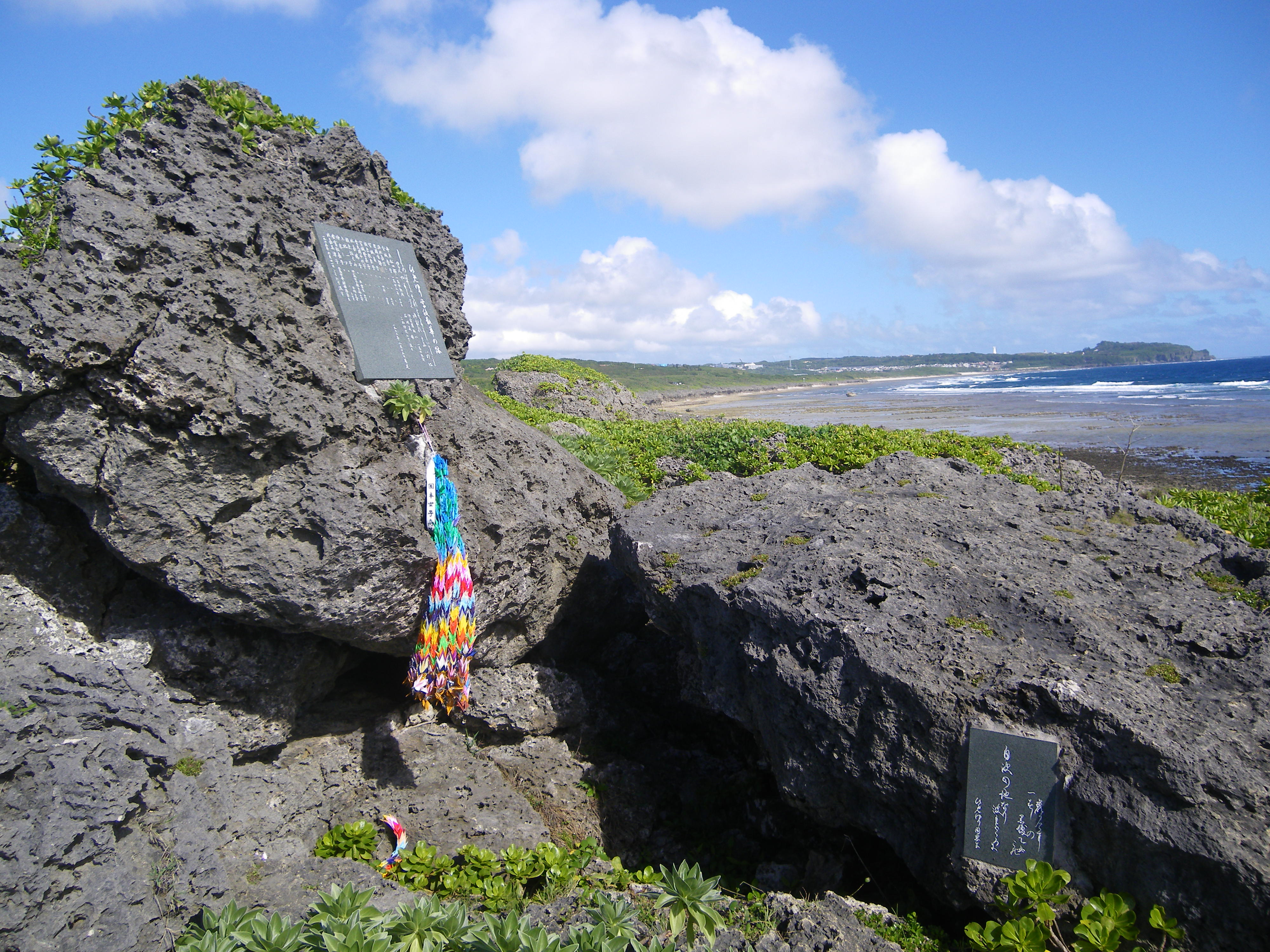
ひめゆり学徒散華の跡

方言で「アラサチ」という。由来は諸説あるが、「アラ神（海神）が降り立つ崎（先）」ともいわれる。バジル・ホールの航海記とペリー艦隊遠征記に見られる「サウス・ポイント (South Point)」は喜屋武岬と荒崎全体を含む場所と思われたが、「70フィート（約21m）以上の崖」と「波蝕による無数の洞穴が存在する」という記述、また地図として描かれた海岸線の形状と経緯度から、荒崎のみを指す地名ではないかと考えられる。
『琉球国由来記』には、ニライカナイの神を祀った御嶽があるとされ、周辺集落では旧暦4月に荒崎から遥拝している。荒崎にある「ハナフギイベ」という岸から、悪声を放って「ハナモー（鼻無し）」と叫ぶと大波が襲いかかるとの伝説がある。荒崎・喜屋武岬一帯は、沖縄戦末期で数万人の日本軍・住民が最期を遂げた地で、荒崎にはひめゆり学徒隊の最後の地の碑が建立している。沖縄戦跡国定公園の一部に指定されている。